# フォード・フリースター
フォード・フリースター（Ford Freestar）は、フォード・モーターが2004年〜2006年に販売していたミニバン型乗用車である。

## 概要
2003年まで製造されていたミニバンであるフォード・ウィンドスターの後継車種として登場した。搭載されるエンジンは3900ccV6OHV及び4200ccV6OHV。ただし、3900cc版はアメリカ仕様のみで、カナダ仕様には用意されなかった。駆動方式はFFでトランスミッションは4速ATのみ。2代目ウィンドスターと同じフォード・Vプラットフォームを元に開発され、事実上ウィンドスターのマイナーチェンジ版であり、そのためボディやドアは2代目ウィンドスターと同じものが使用されている。主に北米市場をターゲットとしていたが、中東地域や台湾、オランダなどでも販売されていた。姉妹車としてマーキュリー・モンテレーがある。
フリースターはごく標準的なミニバンの仕様を持った車であるが、これと言った特徴や装備もなくライバルに対するアピール点がほとんどなかった。そのため販売成績は芳しくなく、2006年11月17日に最後の生産が行われて、2年という短いモデルライフを終えた。2007年4月のニューヨークショーにて発表され2008年秋より販売される、若者向けのクロスオーバーモデルフォード・フレックスが事実上の後継車となる。これにより1986年登場のフォード・エアロスターから続いた、フォードブランドのミニバンの最後についてあった「スター」の名称が消滅した。